# زمان ده‌دهی

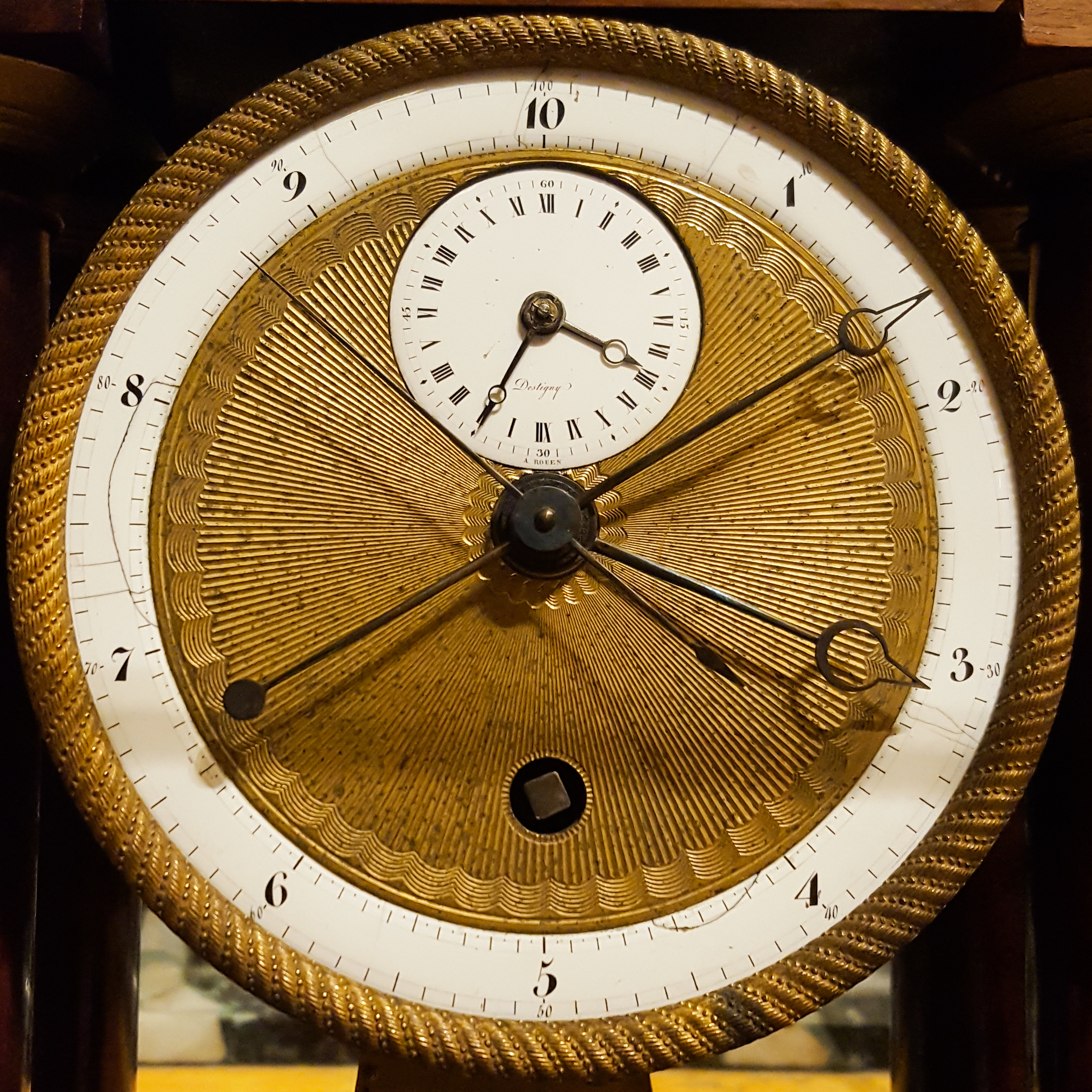
ساعت ده‌دهی فرانسوی از دوران انقلاب فرانسه. صفحه بزرگ ده ساعتِ روز ده‌دهی را با اعداد عربی نشان می‌دهد، در حالی که صفحه کوچک دو دورهٔ ۱۲ ساعته از روز استاندارد ۲۴ ساعته را با اعداد رومی به نمایش می‌گذارد.

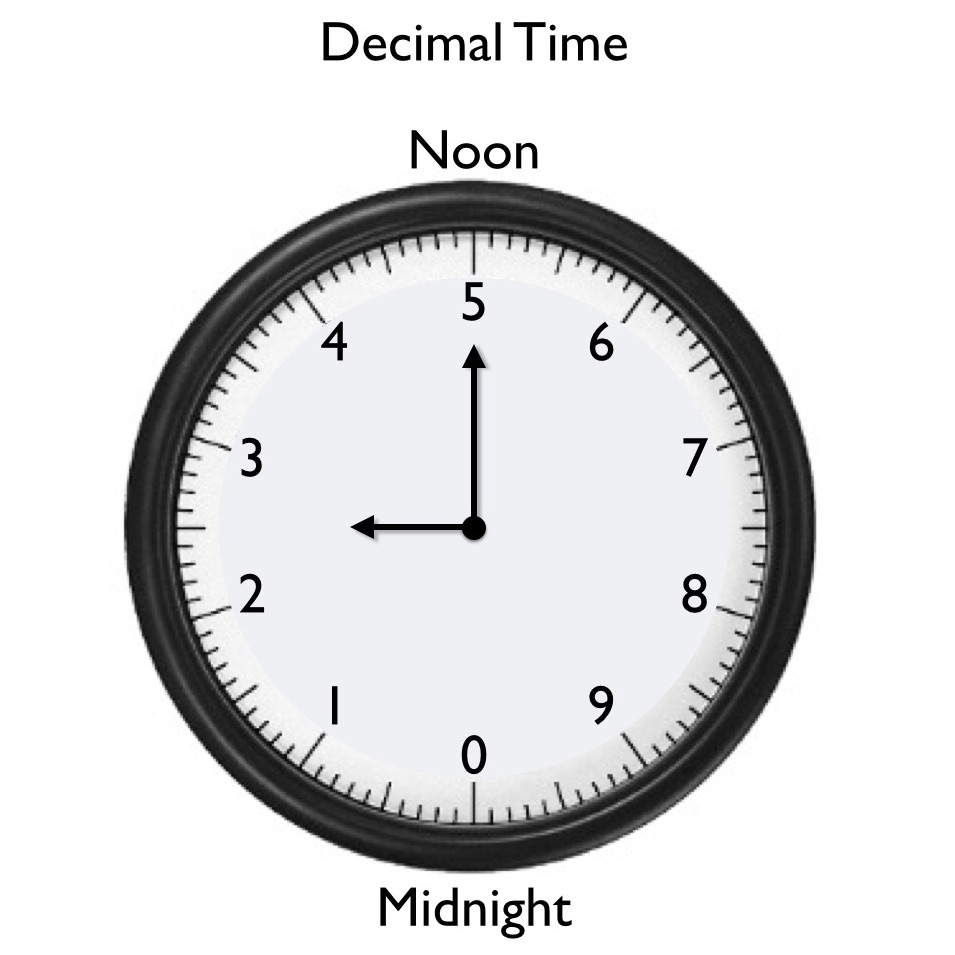
ساعتی با زمان ده‌دهی که ۲٫۵۰ ز. د (برابر با ۰۶:۰۰ زمان استاندارد) را نشان می‌دهد.

زمان ده‌دهی نوعی روش برای نشان دادن زمان روز است که از واحدهایی بر مبنای ده بهره می‌برد. این اصطلاح اغلب به‌طور خاص برای اشاره به سیستمی زمانی به کار می‌رود که از سال ۱۷۹۲ (در طول انقلاب فرانسه) به مدت چند سال در فرانسه به کار می‌رفت.
در این سیستم زمانی، هر روز به ۱۰ ساعتِ ده‌دهی، هر ساعت ده‌دهی به ۱۰۰ دقیقهٔ ده‌دهی، و هر دقیقهٔ ده‌دهی به ۱۰۰ ثانیهٔ ده‌دهی تقسیم می‌شود (هر روز متشکل از ۱۰۰۰۰۰ ثانیهٔ ده‌دهی است). در حالی که استاندارد زمان آشناترِ UTC، روز را به ۲۴ ساعت، هر ساعت به ۶۰ دقیقه و هر دقیقه به ۶۰ ثانیه تقسیم می‌کند (هر روز متشکل از ۸۶۴۰۰ ثانیهٔ SI است).
مزیت اصلی سیستم زمان ده‌دهی این است که چون مبنای به‌کاررفته برای تقسیم زمان با مبنایی که برای نمایش آن استفاده می‌شود یکسان است، نمایش ساعت، دقیقه و ثانیه را می‌توان به عنوان یک مقدار یکپارچه در نظر گرفت، و لذا تفسیر برچسب زمانی و انجام تبدیل‌ها ساده‌تر می‌شود. برای نمونه، ۱:۲۳:۴۵ معادل ۱ ساعت ده‌دهی و ۲۳ دقیقهٔ ده‌دهی و ۴۵ ثانیهٔ ده‌دهی، یا ۱٫۲۳۴۵ ساعت ده‌دهی، یا ۱۲۳٫۴۵ دقیقهٔ ده‌دهی یا ۱۲۳۴۵ ثانیهٔ ده‌دهی است. یا ۳ ساعت ده‌دهی معادل ۳۰۰ دقیقهٔ ده‌دهی یا ۳۰۰۰۰ ثانیهٔ ده‌دهی است. این ویژگی همچنین نشان دادن برچسب زمانی را به عنوان یک روز کسری ساده می‌کند، به طوری که ۲۰۲۲/۱۲/۲۷٫۵۴۳۲۱ را می‌توان به عنوان ۵ ساعت ده‌دهی و ۴۳ دقیقهٔ ده‌دهی و ۲۱ ثانیهٔ ده‌دهی پس از آغاز روز تفسیر کرد، یا به عنوان یک کسر ۰٫۵۴۳۲۱ از روز (۵۴٫۳۲۱٪ از روز) در نظر گرفت (که کمی پس از ساعت ۱۳:۰۰ سنتی است). همچنین این سیستم به خوبی با نمایش زمان دیجیتال (که با استفاده از دوره‌های زمانی استفاده می‌کند) سازگار می‌شود؛ به این صورت که زمان داخلی سیستم می‌تواند مستقیماً هم برای محاسبات و هم برای نمایش به کاربر استفاده شود.
| ده‌دهی       | ۲۴ ساعته | ۱۲ ساعته         |
| ----------- | -------- | ---------------- |
| ۰ (نیمه شب) | ۰۰:۰۰    | ۱۲:۰۰ صبح        |
| ۱           | ۰۲:۲۴    | ۲:۲۴ صبح         |
| ۲           | ۰۴:۴۸    | ۴:۴۸ صبح         |
| ۳           | ۰۷:۱۲    | ۷:۱۲ صبح         |
| ۴           | ۰۹:۳۶    | ۹:۳۶ صبح         |
| ۵ (ظهر)     | ۱۲:۰۰    | ۱۲:۰۰ بعد از ظهر |
| ۶           | ۱۴:۲۴    | ۲:۲۴ بعد از ظهر  |
| ۷           | ۱۶:۴۸    | ۴:۴۸ بعد از ظهر  |
| ۸           | ۱۹:۱۲    | ۷:۱۲ بعد از ظهر  |
| ۹           | ۲۱:۳۶    | ۹:۳۶ بعد از ظهر  |

## تاریخ

### مصر
دِکان‌ها ۳۶ گروه از ستارگان (صور فلکی کوچک) هستند که در نجوم مصر باستان برای تقسیم راحت‌ترِ ۳۶۰ درجهٔ دایرةالبروج به ۳۶ قسمت ۱۰ درجه‌ای استفاده می‌شدند. از آنجایی که هر ده روز یک دکان جدید ظاهر می‌شود (یعنی هر ده روز یک گروه ستاره‌ای دکانی جدید در سپیده دم، درست قبل از طلوع خورشید، پس از مدتی پنهان‌شدن توسط نور خورشید، دوباره در آسمان شرقی ظاهر می‌شود)، یونانیان آن‌ها را دکانی (یونانی: δεκανοί؛ جمعِ dekanός دکانوس) یا «ده‌ها» می‌نامیدند. یک دورهٔ ده‌روزه میان دو طلوع متوالی دکان نیز یک دهه نام دارد. در آن زمان، ۳۶ دهه (۳۶ × ۱۰ = ۳۶۰ روز) به اضافه پنج روز اضافه شده برای تشکیل ۳۶۵ روز یک سال شمسی وجود داشت.

### چین
زمان ده‌دهی در چین، در بیشتر طول تاریخ آن در کنار زمان مبنای ۱۲ استفاده می‌شد. در هزاره اول قبل از میلاد، روزِ نیمه‌شب-تا-نیمه‌شب هم به ۱۲ ساعت دوتایی (چینی سنتی: 時辰؛ چینی ساده‌شده: 时辰؛ پین‌یین: shí chén) تقسیم می‌شد، و هم به ۱۰ شی / ۱۰۰ که (چینی: 刻؛ پین‌یین: kè). تعداد متفاوتی از که به ازای هر روز، طی سه دوره کوتاه مورد استفاده قرار گرفت: ۱۲۰ که از ۵ تا ۳ سال قبل از میلاد، ۹۶ که از ۵۰۷ تا ۵۴۴ پس از میلاد، و ۱۰۸ که از سال ۵۴۴ تا ۵۶۵. تعدادی از تقریباً ۵۰ تقویم چینی نیز هر که را به ۱۰۰ فِن تقسیم می‌کنند، هرچند بقیه هر که را به ۶۰ فن قسمت می‌کنند. در سال ۱۲۸۰، تقویم شئوشی (اعطای فصل) هر فن را به ۱۰۰ میائو تقسیم کرده، و یک سیستم زمان ده‌دهی کامل از ۱۰۰ که، ۱۰۰ فن و ۱۰۰ میائو ایجاد کرد. استفاده از زمان ده‌دهی چینی در سال ۱۶۴۵ متوقف شد. در این زمان، تقویم شی‌شیان - بر اساس نجوم اروپایی و آورده‌شده توسط یسوعیان به چین - جایگزین شد که در آن ۹۶ که در روز در کنار ۱۲ ساعت دوتایی اتخاذ شد. هر کی دقیقاً یک‌چهارم ساعت بود.
گینگ (gēng یا 更) یک سیگنال زمانی است که توسط طبل یا گونگ ایجاد می‌شود. کاراکتر 更، که از نظر لغوی به معنای «چرخش» یا «ساعت» است، از چرخش نگهبانان به هنگام درآمدن این صدا می‌آید. نخستین گینگ به صورت نظری در غروب آفتاب می‌آید، اما استاندارد شده بود که در ساعت ۱۹:۱۲ فرا برسد. زمان بین هر گینگ ۱/۱۰ روز است، که باعث می‌شود یک گینگ برابر با ۲٫۴ ساعت (۲ ساعت و ۲۴ دقیقه) باشد. به عنوان یک سیستم ۱۰ قسمتی، گیگ با ۱۰ بُن سماوی مرتبط بود؛ به ویژه از آن‌جایی که در ادبیات چینی، این بن‌ها در شمارش گینگ‌ها در طول شب به کار می‌رفتند.
در اوایل دوره سلسلهٔ شیا متعلق به عصر برنز، روزها به هفته‌های ده‌روزه، معروف به شون (xún یا 旬)، گروه‌بندی می‌شدند. ماه‌ها شامل سه شون بود. ۱۰ روز نخست، شونِ نخستی (上旬)، ۱۰ روز وسطْ شون میانی (中旬)، و ۹ یا ۱۰ روز آخر شون پایانی (下旬) نام داشت. ژاپن این الگو را با هفته‌های ۱۰ روزه به نام جون (旬) اتخاذ کرد. در کره، آن‌ها به عنوان خورشید (순، 旬) شناخته می‌شدند.

### فرانسه

#### پیش از انقلاب

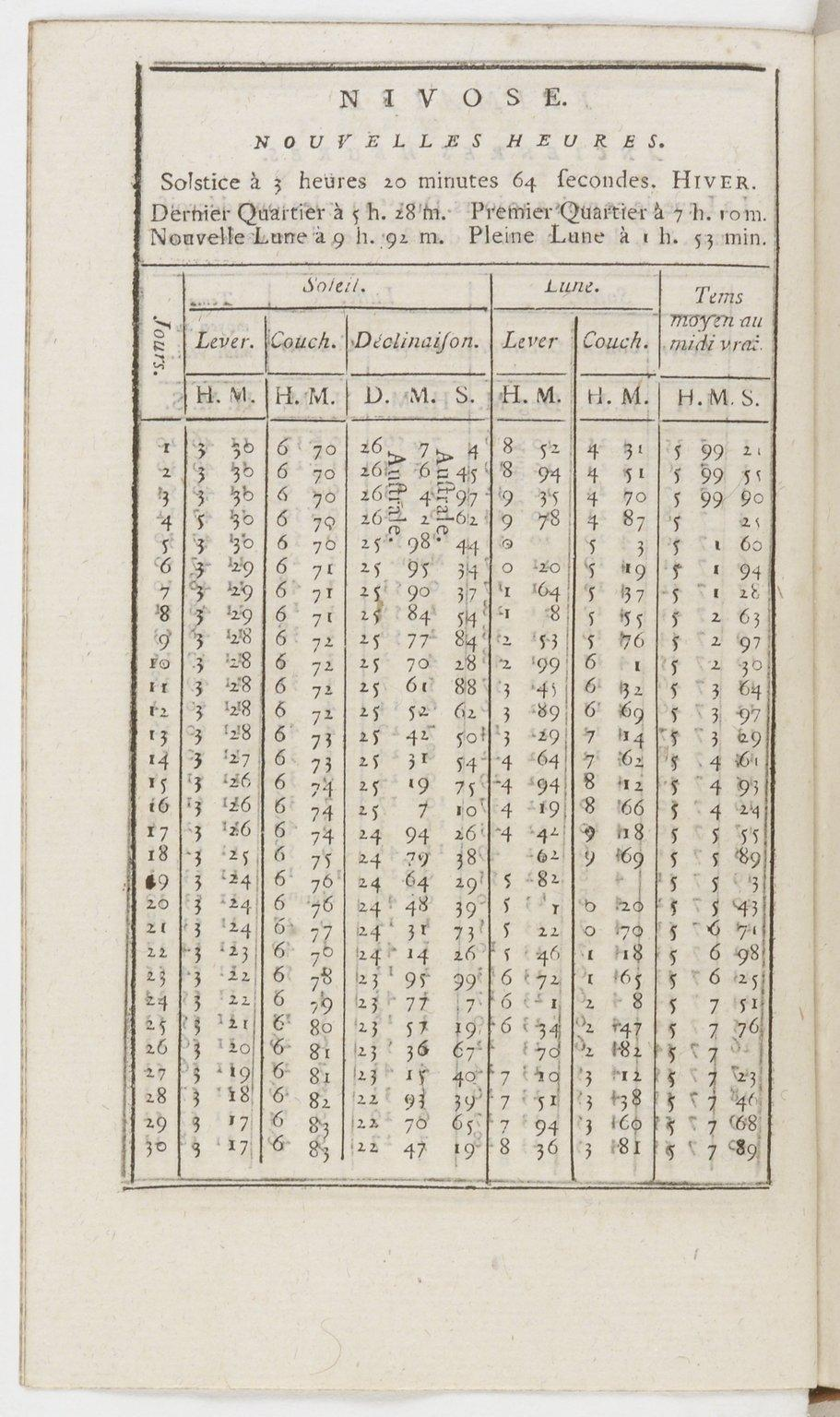
یک جدول نجومی از سال‌نامهٔ ملی فرانسه (Almanach National de France) که از زمان ده‌دهی استفاده می‌کند.

در سال ۱۷۵۴، ژان لو رون دالامبر در آنسیکلوپدی نوشت:
بسیار مطلوب می‌شد که همه تقسیم‌بندی‌ها، مثلاً لیور، سو، توس، روز، ساعت و غیره از ده‌ها به ده‌ها بود. این تقسیم مجر به محاسبات بسیار ساده‌تر و راحت‌تری می‌شد و بر تقسیم من‌درآوردی لیور به بیست سو، سو به دوازده انکار، روز به بیست و چهار ساعت، ساعت به شصت دقیقه و غیره ارجحیت زیادی داشت.
در ۱۷۸۸، کلود بونیفیس کولینیون پیشنهاد کرد که روز را به ۱۰ ساعت یا ۱۰۰۰ دقیقه، هر ساعت جدید را به ۱۰۰ دقیقه، هر دقیقهٔ جدید را به ۱۰۰ ثانیه و هر ثانیهٔ جدید را به ۱۰۰۰ ثالثه (لاتین: tierces؛ به معنای «سوم») تقسیم کنیم. مسافتی که منطقهٔ سایه‌مرز در یک چنین ثالثه‌ای در خط استوا طی می‌کند و برابر یک‌میلیاردم محیط زمین است، یک واحد جدید طول می‌شد که نیم پهنای‌دست نام می‌گرفت (برابر با چهار سانتی‌متر مدرن). علاوه بر این، ثالثهٔ جدید جدید به ۱۰۰۰ رابعه (لاتین: quatierces) تقسیم می‌شود که وی آن را «نقاط میکروسکوپی زمان» نامید. او همچنین هفتهٔ ۱۰ روزه و تقسیم سال را به ۱۰ «ماه خورشیدی» را پیشنهاد کرد.

#### جمهوری فرانسه
زمان ده‌دهی به‌طور رسمی در طول انقلاب فرانسه معرفی شد. ژان-شارل د بوردا در ۵ نوامبر ۱۷۹۲ یک طرح‌نامه برای زمان ده‌دهی ارائه کرد. کنوانسیون ملی در ۵ اکتبر ۱۷۹۳ فرمان داد:
XI. Le jour, de minuit à minuit, est divisé en dix parties, chaque partie en dix autres, ainsi de suite jusqu’à la plus petite portion commensurable de la durée.
۱۱. روز، از نیمه‌شب تا نیمه‌شب، به ده قسمت تقسیم می‌شود، هر قسمت به ده قسمت دیگر، و به همین ترتیب تا کوچک‌ترین بخش قابل اندازه‌گیری مدت زمان.
این قسمت‌ها در ۲۴ نوامبر ۱۷۹۳ (تقویم جمهوری فرانسه: ۴ فریمر سال ۲) نامگذاری شدند. تقسیمات اولیه را ساعت نامیدند و افزودند:
La centième partie de l'heure est appelée minute décimale; la centième partie de la minute est appelée seconde décimale.
کسر صدم ساعت، دقیقهٔ ده‌دهی نام دارد. کسر صدم دقیقه، ثانیهٔ ده‌دهی نام دارد.
بنابراین، نیمه شب را یا dix heures (ساعت ده) یا zéro heures (ساعت صفر)، ظهر را cinq heures (ساعت پنج) می‌نامیدند، و به همین ترتیب.

#### شیوهٔ نمایش
در آن زمان، هنوز دونقطه (:) به عنوان جداکنندهٔ واحد برای زمان‌های استاندارد استفاده نشده بود. واحدها یا به‌طور کامل نوشته می‌شدند یا به اختصار؛ بنابراین، پنج ساعت و هشتاد و سه دقیقهٔ ده‌دهی ممکن بود به صورت .5h. 83m نوشته شود. حتی امروزه نیز به جای دو نقطه، معمولاً از «h» در فرانسوی برای جدا کردن ساعت‌ها و دقیقه‌های ۲۴ ساعته استفاده می‌شود (مثال: 14h00). مانند زمان مبنای ۱۲، زمان ده‌دهی بر اساس زمان واقعی خورشیدی نشان داده می‌شود (به جای زمان میانگین)؛ به شکلی ظهر در آن زمانی است که خورشید به بالاترین نقطه خود در آسمان محلی می‌رسد، که در مکان‌های مختلف و در طول سال متفاوت است.
گاه در اسناد رسمی، ساعات ده‌دهی به‌جای دقیقه به دهم یا دسیم (décimes) تقسیم می‌شد. یک دسیم برابر با ۱۰ دقیقهٔ ده‌دهی بوده، که تقریباً معادل یک ربع ساعت (۱۵ دقیقه) در زمان استاندارد است؛ بنابراین، «پنج ساعت و دو دسیم» برابر است با ۵٫۲ ساعت ده‌دهی، یا تقریباً ۱۲:۳۰ بعد از ظهر در زمان استاندارد.

#### کاربرد
با آن که ساعت‌ها (از جمله ساعت‌های مچی) با صفحاتی تولید شدند که هم زمان استاندارد را با شماره‌های ۱–۲۴ نمایش می‌داد، و هم زمان ده‌دهی را با شماره‌های ۱–۱۰، زمان ده‌دهی هیچگاه فراگیر نشد. تا پیش از آغاز سال ۳ انقلابی (مصادف با ۲۲ سپتامبر ۱۷۹۴) این سیستم هرگز رسماً به کار گرفته نشده بود. از این تاریخ، و برای مدت کوتاهی، زمان ده‌دهی به طور رسمی مورد استفاده قرار گرفت؛ اما در ۱۸ ژرمینال سال ۳ (۷ آوریل ۱۷۹۵)، همان قانونی که سیستم متریک را معرفی کرده بود، استفاده‌ی اجباری از زمان ده‌دهی را به تعلیق در آورد. البته این سیستم شمارش زمان تا چند سال پس از آن تاریخ نیز در برخی جاها استفاده می‌شد. اگرچه که گاه از زمان ده‌دهی به عنوان زمان متریک یاد می‌شود، سیستم متریک در ابتدا هیچ یکایی برای زمان نداشت. در نسخ بعدی آن بود که ثانیه، برابر با {\displaystyle {\tfrac {1}{86,400}}} روز، به عنوان یکای زمان متریک استفاده شد. با این وجود، زمان ده‌دهی در بسیاری از شهرها کاربرد داشت—از جمله مارسی و تولوز، جایی که یک ساعت تک‌عقربه‌ای با نمایش زمان ده‌دهی به مدت پنج سال در جلوی کاپیتول قرار داشت. در مارسی، زمان ده‌دهی تا سال ۱۸۰۰ به منظور ثبت اعمال مدنی به کار می‌رفت. در کاخ تویلری در پاریس، حداقل تا سال ۱۸۰۱، دو صفحه از چهار صفحه‌ی ساعت، نشانگر زمان ده‌دهی بودند. لاپلاس، ریاضی‌دان و اخترشناس فرانسوی، سفارش ساخت یک ساعت مچی با زمان ده‌دهی را برای خود داده بود، و از زمان ده‌دهی در کار خود و در قالب روزهای کسری استفاده می‌کرد.
زمان ده‌دهی زیرمجموعه‌ای از تلاشی بزرگ‌تر جهت ده‌دهی‌سازی در فرانسه‌ی انقلابی بود (که ده‌دهی‌سازی واحدهای پول و اندازه‌گیری نیز می‌شد) و به عنوان جزئی از تقویم جمهوری فرانسه معرفی شد، که در آن در کنار تقسیم ده‌دهی روز، ماه نیز به سه دهه (décades) متشکل از ۱۰ روز قسمت می‌شد. شروع هر سال مصادف با اعتدال پاییزی بود و بر اساس زمان خورشیدی واقعی یا ظاهری در رصدخانه‌ی پاریس تعیین می‌شد. این تقویم در پایان ۱۸۰۵ لغو شد.

### سوئیس
در ۲۳ اکتبر ۱۹۹۸، شرکت سوئیسی ساعت‌سازی سواچ یک زمان ده‌دهی به نام زمان اینترنت معرفی کرد که روز را به ۱۰۰۰ دقیقهٔ ده‌دهی تقسیم می‌کند (سواچ آن‌ها را beats. نامید، و هر یک برابر با ۸۶٫۴ ثانیه در زمان استاندارد است)، که از ۰۰۰ تا ۹۹۹ شمارش می‌شود، به شکلی که @۰۰۰ نشان‌گر نیمه‌شب و @۵۰۰ نشانگر ظهر به وقت استاندارد در سوئیس است، که وقت اروپای مرکزی محسوب می‌شود (یک ساعت جلوتر از زمان جهانی). خطی که بر روی مقر سواچ در شهر بیل سوئیس (اکنون Biel/Bienne) نقاشی شده بود، به‌عنوان نشان‌دهنده نصف النهار بیل اعلام شد، و زمان اروپای مرکزی مجدداً به عنوان «Biel Meantime» نامگذاری شد، حتی با وجود این که با زمان محلی بیل مطابقت ندارد.

## تبدیلات
دقیقاً ۸۶۴۰۰ ثانیهٔ استاندارد (برای تعریف فعلی ثانیه استاندارد به SI مراجعه کنید) در یک روز استاندارد وجود دارد؛ اما در سیستم زمان ده‌دهی فرانسوی، ۱۰۰۰۰۰ ثانیه ده‌دهی در روز وجود دارد؛ بنابراین، ثانیه ده‌دهی ۱۳٫۶٪ کوتاه‌تر از همتای استاندارد خود بود.
برای تبدیل زمان SI به زمان ده‌دهی و بلعکس، می‌توان از جدول زیر کمک گرفت:
| یکا           | ثانیه (SI) | دقیقه  | ساعت    | h:mm:ss.sss |
| ------------- | ---------- | ------ | ------- | ----------- |
| ۱ ثانیه ده‌دهی | ۰٫۸۶۴      | ۰٫۰۱۴۴ | ۰٫۰۰۰۲۴ | ۰:۰۰:۰۰.۸۶۴ |
| ۱ دقیقه ده‌دهی | ۸۶٫۴       | ۱٫۴۴   | ۰٫۰۲۴   | ۰:۰۱:۲۶.۴۰۰ |
| ۱ ساعت ده‌دهی  | ۸۶۴۰       | ۱۴۴    | ۲٫۴     | ۲:۲۴:۰۰.۰۰  |

و برای یکاهای ده‌دهی:
| یکا           | = چند روز ده‌دهی؟ | = چند ساعت ده‌دهی؟ | = چند دقیقه ده‌دهی؟ | = چند ثانیه ده‌دهی؟ |
| ------------- | ---------------- | ----------------- | ------------------ | ------------------ |
| ۱ روز ده‌دهی   | ۱                | ۱۰                | ۱۰۰۰               | ۱۰۰۰۰۰             |
| ۱ ساعت ده‌دهی  | ۰٫۱              | ۱                 | ۱۰۰                | ۱۰۰۰۰              |
| ۱ دقیقه ده‌دهی | ۰٫۰۰۱            | ۰٫۰۱              | ۱                  | ۱۰۰                |
| ۱ ثانیه ده‌دهی | ۰٫۰۰۰۰۱          | ۰٫۰۰۰۱            | ۰٫۰۱               | ۱                  |

عملاً از زمان ده‌دهی می‌توان تفسیر کرد که چه درصدی از شبانه‌روز (از لحظه‌ی نیمه‌شب) سپری شده است. برای مثال، ساعت ۵:۴۱:۶۶ ده‌دهی (۱۳:۰۰:۰۰ متریک) نشان می‌دهد که ۵۴٫۱۶۶٪ از شبانه‌روز پشت سر گذاشته شده است. یا برعکس، اگر گفته شود که تا این لحظه ۲۷٫۶۰۰٪ از روز سپری شده، به این معناست که ساعت ۲:۷۶:۰۰ ده‌دهی (۰۶:۳۷:۲۶ متریک) است. به طور کلی، هر ساعت ده‌دهی برابر ۱۰٪ از روز و هر ۱۰ دقیقه‌ی ده‌دهی معادل ۱٪ از روز است. به منظور تبدیل ساعات متریک به درصد از روز، کافیست آن‌ها را بر ۲۴:۰۰:۰۰ تقسیم کرد. به این ترتیب مثلاً ساعت ۱۵:۰۰:۰۰ برابر است با:
{\displaystyle {\frac {15:00:00}{24:00:00}}={\frac {15}{24}}=0.625=\%62.5}
و از ۶۲٫۵٪ به سرعت می‌توان دریافت که ساعت ۱۵:۰۰:۰۰ متریک برابر است با ۶:۲۵:۰۰ ده‌دهی.
به‌کارگیری این سیستم، تبدیل واحد در یکاهایی که بر مبنای زمان تعریف شده‌اند را نیز ساده‌تر می‌سازد. مثلاً سرعت از تقسیم مسافت طی‌شده در واحد زمان محاسبه می‌شود. اگر از یکاهای متریک استفاده کنیم، برای مثال هر متر بر ثانیه معادل ۳٫۶ کیلومتر بر ساعت، و هر کیلومتر بر ساعت معادل {\displaystyle {\tfrac {5}{18}}} متر بر ثانیه است. در حالی که اگر از زمان‌های ده‌دهی استفاده می‌شد، هر متر بر ثانیه‌ی ده‌دهی برابر با ۱۰ کیلومتر بر ساعت ده‌دهی، و هر کیلومتر بر ساعت ده‌دهی برابر با ۰٫۱ متر بر ثانیه‌ی ده‌دهی بود.

## ساعات اعشاری
نوع متداول دیگر زمان ده‌دهی، ساعت اعشاری است. در سال ۱۸۹۶، هانری د ساراوتن از انجمن جغرافیایی اوران، تقسیم ۲۴ ساعت روز به ۱۰۰ دقیقهٔ ده‌دهی و هر دقیقه را به ۱۰۰ ثانیهٔ ده‌دهی پیشنهاد کرد. اگرچه این پیشنهاد توسط Bureau des Longitudes تأیید نشد، اما استفاده از کسرهای اعشاری ساعت برای نشان دادن زمان روز به جای دقیقه رایج شده‌است.
ساعات اعشاری اغلب در حسابداری جهت محاسبهٔ حقوق و دستمزد و صورت‌حساب‌های ساعتی استفاده می‌شود. دستگاه‌های ساعت‌زنی معمولاً زمان روز را بر حسب دهم یا صدم ساعت ثبت می‌کنند. برای مثال، ۰۸:۳۰ به عنوان ۰۸٫۵۰ ثبت می‌شود. هدف از این کار، تسهیل حسابداری با حذف نیاز به تبدیل بین دقیقه و ساعت است.
در هوانوردی، جایی که اضافه کردن زمان در یک محیط از قبل پیچیده معمول است، ردیابی زمان با ثبت کسری اعشاری از ساعت‌ها ساده می‌شود. به عنوان مثال، به جای جمع کردن ۱:۳۶ به ۲:۳۶، به دست آوردن ۳:۷۲ و سپس تبدیل آن به ۴:۱۲، می‌توان ۱٫۶ را به ۲٫۶ اضافه کرده و ۴٫۲ ساعت را به دست آورد.

## روزهای کسری
گاهی زمان روز در علم و همچنین در کامپیوتر به عنوان کسری اعشاری از روز نشان داده می‌شود. زمان استاندارد ۲۴ ساعته با تقسیم تعداد ساعات سپری شده از نیمه شب بر ۲۴ برای ایجاد یک کسر اعشاری به یک روز کسری تبدیل می‌شود؛ بنابراین، نیمه شب ۰٫۰ روز است، ظهر ۰٫۵ روز و…، که می‌توان آن را به هر نوع تاریخ اضافه کرد، از جملهٔ موارد زیر (که همه به یک لحظه اشاره دارند):
- تاریخ میلادی: ۱٫۵ ژانویهٔ ۲۰۰۰
- عناصر دو خطی: ۰۰۰۰۱٫۵۰۰۰۰۰۰۰
- تاریخ ژولیوسی: ۲۴۵۱۵۴۵٫۰
- تاریخ سریال اکسل: ۳۵۶۲۶٫۵

ممکن است از هر تعداد رقم اعشار که برای دقت لازم است استفاده شود؛ بنابراین: ۰٫۵ روز = ۰٫۵۰۰۰۰۰ روز. روزهای کسری اغلب به ساعت هماهنگ جهانی یا ساعت زمینی محاسبه می‌شوند، هرچند تاریخ‌های جولیان از تاریخ/زمان نجومی قبل از ۱۹۲۵ استفاده می‌کند (هر تاریخ در ظهر شروع می‌شد = «۰٫») و مایکروسافت اکسل از منطقه زمانی محلی رایانه استفاده می‌کند. استفاده از روزهای کسری تعداد واحدهای محاسبات زمانی را از چهار (روز، ساعت، دقیقه، ثانیه) به تنها یک (روز) کاهش می‌دهد.
روزهای کسری اغلب توسط اخترشناسان برای ثبت مشاهدات استفاده می‌شود، و در ارتباط با منطقهٔ زمانی پاریس توسط ریاضیدان و ستاره‌شناس فرانسوی قرن هجدهم، پیر سیمون لاپلاس به کار رفت، که نمونه‌هایی را در این‌جا می‌بینید:
... et la distance périhélie, égale à 1,053095; ce qui a donné pour l'instant du passage au périhélie, sept.29j,10239, temps moyen compté de minuit à Paris.

Les valeurs précédentes de a, b, h, l, relatives à trois observations, ont donné la distance périhélie égale à 1,053650; et pour l'instant du passage, sept.29j,04587; ce qui diffère peu des résultats fondés sur cinq observations.— Pierre-Simon Laplace، Traité de Mécanique Céleste
روزهای کسری از آن زمان توسط ستاره شناسان مورد استفاده قرار گرفته‌است. به عنوان مثال، جان هرشل، ستاره‌شناس بریتانیایی قرن نوزدهم، این مثال‌ها را بیان کرد:
Between Greenwich noon of the 22d and 23d of March, 1829, the 1828th equinoctial year terminates, and the 1829th commences. This happens at 0d·286003, or at 6h 51m 50s·66 Greenwich Mean Time … For example, at 12h 0m 0s Greenwich Mean Time, or 0d·500000...— John Herschel، Outlines of Astronomy
میان ظهر گرینویچ بیست و دوم و بیست و سوم مارس ۱۸۲۹، ۱۸۲۸مین سال اعتدالی به پایان رسیده، و ۱۸۲۹مین آغاز می‌گردد. این در روز ۰٫۲۸۶۰۰۳، یا در ۶:۵۱:۵۰٫۶۶ به وقت گرینویچ رخ می‌دهد … برای مثال، در ساعت ۱۲:۰:۰ به وقت گرینویچ، یا روز ۰٫۵۰۰۰۰۰…— جان هرشل، Outlines of Astronomy
روزهای کسری معمولاً برای بیان دورههای عناصر مداری به کار می‌رود. کسر اعشاری معمولاً به تاریخ تقویم یا روز ژولیوسی برای اجرام طبیعی، یا به تاریخ ترتیبی برای ماهواره‌های مصنوعی در عناصر دو خطی اضافه می‌شود.

## مزایا و معایب زمان ده‌دهی در برابر زمان متریک

### مزایای زمان ده‌دهی
- تبدیل میان روز، ساعت، دقیقه و ثانیه (و حتی واحدهای کوچک‌تری مثل ثالثه)  به سادگی و تنها با جابه‌جایی ممیز (ضرب در / تقسیم به توان‌های ۱۰) امکان‌پذیر است.
- نمایش ثانیه‌ها و دقایق به صورت کسری از ساعت، و نمایش ساعت به صورت کسری از روز، به راحتی امکان‌پذیر بوده و نیاز به تبدیل مداوم ساعت به کسر و برعکس (به ویژه در رایانش یا حسابداری) را از بین می‌برد.
- می‌توان آن را به صورت درصد سپری‌شده از شبانه‌روز تفسیر کرد که با شهود انسان سازگاری بیشتری دارد.
- تبدیلات یکاهایی که به زمان گره خورده‌اند (مثل یکاهای مربوط به سرعت یا بسامد) ساده‌تر می‌شود.
- نیاز به تأکید بر روی ساعات صبح (A.M.) و بعد از ظهر (P.M.) از بین می‌رود.
- نمایش ساعت همواره با یک رقم (۰ تا ۹) انجام می‌شود (در ساعت‌های دیجیتال مبتنی بر نمایشگرهای هفت قسمتی، این موضوع به معنای حذف یک نمایشگر اضافه است).

### معایب زمان ده‌دهی
- عدد ۱۲ به {۱، ۲، ۳، ۴، ۶، ۱۲} و عدد ۶۰ به {۱، ۲، ۳، ۴، ۵، ۶، ۱۰، ۱۲، ۱۵، ۲۰، ۳۰، ۶۰} بخش‌پذیر است. در برابر آن‌ها، ۱۰ و ۱۰۰ مقسوم‌علیه‌های کم‌تری دارند: به ترتیب {۱، ۲، ۵، ۱۰} و {۱، ۲، ۴، ۵، ۱۰، ۲۰، ۲۵، ۵۰، ۱۰۰}. لذا مثلاً در حالی که {\displaystyle {\tfrac {1}{3}}} ساعتِ متریک برابر عددِ رُندِ ۲۰ دقیقه‌ی متریک است، {\displaystyle {\tfrac {1}{3}}} ساعت ده‌دهی برابر با …۳۳٫۳۳۳۳ دقیقه‌ی ده‌دهی خواهد بود. و یا دوره‌ی کاری ۸ ساعته (که از تقسیم ۲۴ ساعت شبانه‌روز به ۳ به دست آمده است) در زمان ده‌دهی برابر می‌شود با …۳٫۳۳۳۳ ساعت ده‌دهی.